# Micronations: The Lonely Planet Guide to Home-Made Nations
Micronations: The Lonely Planet Guide to Home-Made Nations, también publicado como Micronations: The Lonely Planet Guide to Self-Proclaimed Nations, es un libro publicado por la guía de viajes Lonely Planet. Fue escrito por John Ryan, George Dunford y Simon Sellars.

## Contenido
El libro ofrece información sobre banderas, líderes, monedas, fechas de fundaciones, mapas, entre otras cosas, de micronaciones de todo el mundo. Barras laterales en todo el libro proporcionan una visión general de monedas y sellos. También contiene un perfil de Joshua A. Norton.

### Micronaciones presentes
- Principado de Sealand
- Ciudad Libre de Christiania
- Principado de Hutt River
- Lovely
- República de Whangamomona
- Orden de Malta
- Reino de Elleore
- Akhzivland
- Northern Forest Archipelago
- Principado de Seborga
- Principado de Freedonia
- República de Molossia
- Copeman Empire
- Imperio de Atlantium
- República de las Islas Dumpling del Norte
- República de Kugelmugell
- Gran Ducado de las Islas Lagoan
- Vikesland
- Romkerhall
- Kemetia
- Imperio aericano
- Trumania
- Gran Ducado de Westarctica
- Eastport
- República Libre de Saugeais
- SoS (State of Sabotage)
- Caux
- República de Concha
- Ladonia
- Florida Occidental Británica
- Elsanor
- Snake Hill